# Alcúdia
Alcúdia là một đô thị thuộc cộng đồng tự trị Quần đảo Balears, Tây Ban Nha, và là một trung tâm du lịch chính trên đảo Mallorca.